# Skræling

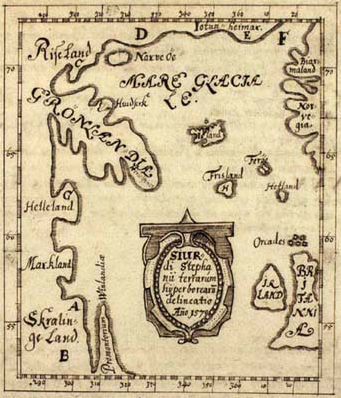
La carte de Skálholt (1570) représentant l'Atlantique nord et indiquant « Skralinge Land » en bas à gauche.

Skræling (pluriel skrælingar) est le nom que les sagas des Groenlandais et d'Erik le Rouge prêtent aux populations du Groenland et du Vinland. Il est possible que ce nom ait été appliqué à d'autres peuples d'Amérique du Nord rencontrés par les colons scandinaves, notamment les ancêtres des Béothuks.
Le mot viendrait du vieux norrois dont la signification change selon les dialectes de Scandinavie. Le mot skral signifie maigre, squelettique. En norvégien, il est souvent utilisé comme synonyme pour se sentir malade, faible.
L'ethnonyme groenlandais Kalaaleq (« Groenlandais ») pourrait être une dérivation du mot skræling (la combinaison skr est inconnue dans les langues inuites). Skræling pouvait aussi signifier « Homme laid ».
Ce nom se retrouve dans l'île Skraeling, une petite île située dans un fjord oriental de l'île arctique canadienne d'Ellesmere et important site archéologique. Cette île semble avoir été un lieu d'échange entre Nordiques et Inuits.

## Bande dessinée
Skraeling est également le nom d'une série de bande dessinée, de Thierry Lamy et Damien Venzi chez l'éditeur Ankama, dans un univers imaginaire inspiré de l'idéologie nazie. Les Skraeling forment des unités militaires brutales et fanatisées. Au sein de l'un d'elles, le soldat Köstler va peu à peu remettre en cause son dévouement au régime.

## Jeux vidéo
Dans Age of Empires II: The Conquerors, les Skraelings font leur apparition dans la campagne d'Erik le Rouge appelée « Vinland Saga ».